# Bakóca
Bakóca es un pueblo ubicado en el condado de Baranya, Hungría.

## Superficie
Posee una superficie de 10,65 kilómetros cuadrados.

## Demografía
Hasta 2021 la población era de 246 habitantes, con una densidad de población de 23,09 habitantes por kilómetro cuadrado.